# 海卫一
海卫一（Triton）是海王星最大的天然衛星，也是人類最早觀測到的海王星衛星，由英國天文學家威廉·拉塞尔（William Lassell）发现於1846年10月10日。海卫一是太陽系中唯一具有逆行軌道的大型衛星，軌道與行星自轉方向相反。由於其軌道逆行，成份、結構又皆與冥王星相似，一般认为海衛一是一顆從柯伊伯帶捕獲的矮行星。
海卫一是太阳系中最冷的天体之一，也是太陽系中為數不多的已知地質活躍的衛星之一（其他衛星包括木衛一和木衛二，以及土星的土衛二和土衛六），表面幾乎沒有明顯的撞擊坑，因此具有复杂的地质历史和一个相对来说比较年轻的表面。錯綜複雜的冰火山和構造地形表明了複雜的地質歷史，海卫一直徑為2,710公里（1,680英里），是太陽系中的第七大衛星，在月球之後，則比冥王星大，也是海王星中唯一一顆質量足以達到流體靜力平衡的衛星。
海衛一的表面主要是冰凍的氮，由水冰殼、冰冷的地幔以及大量的岩石和金屬核心所構成。核心佔其總質量的三分之二。平均密度為2.061 g/cm 3，有著大約15-35%的水冰成分。
航海者2號在1989年的飛掠過程中，發現海衛一的表面溫度約為38K（-235 °C），且具有活躍的間歇泉，能夠噴發昇華的氮氣，由此產生了壓力僅為地球大氣七萬分之一的稀薄大氣層。迄今為止，航海者2號仍然是唯一造訪過海衛一的探測器，且僅研究了約40%的表面。近年來已提出對於重新審視海王星系統，重點是海衛一的探測任務。

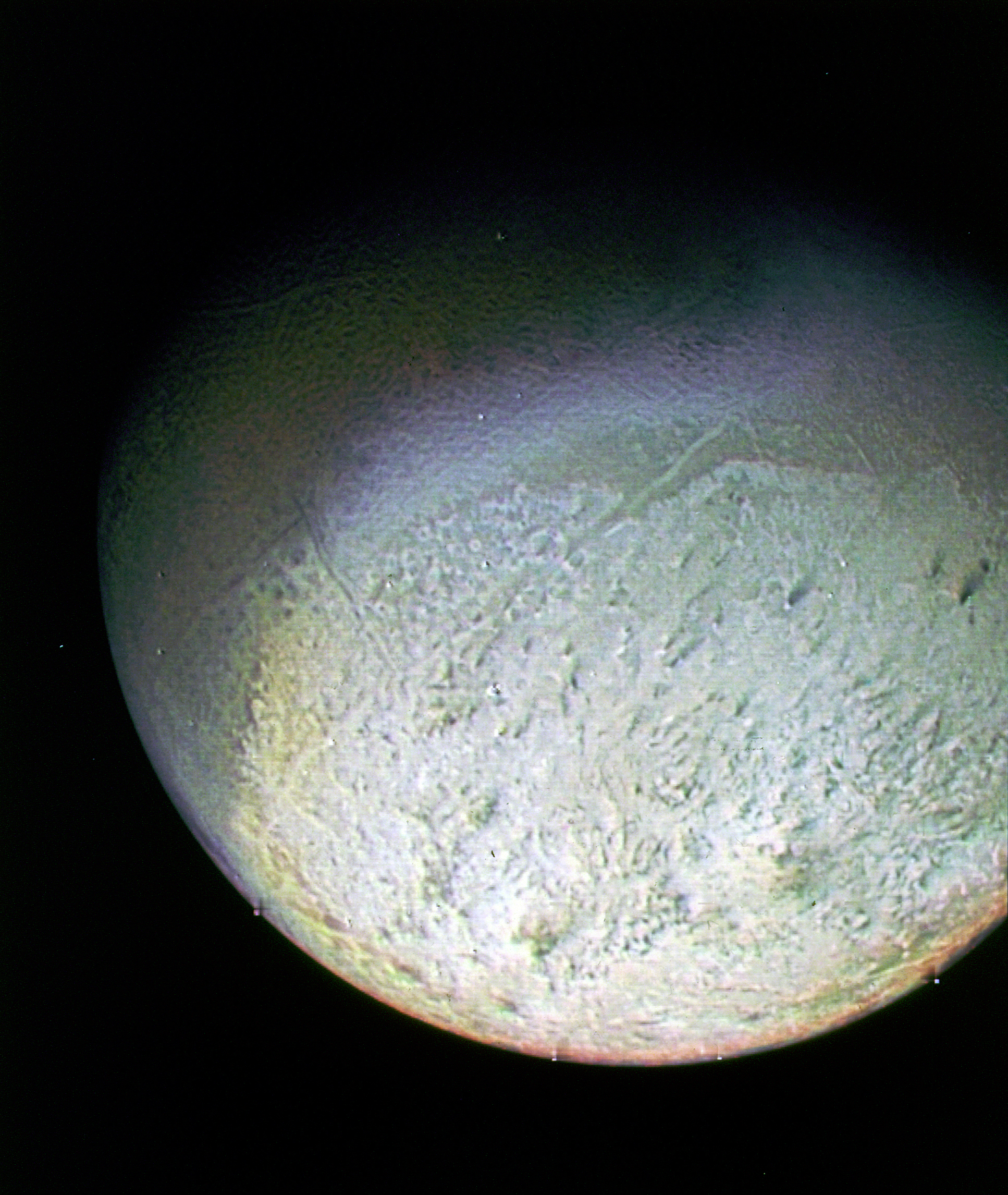
旅行者2号1989年8月24日摄于距离海卫一53万千米处

## 命名
海卫一的国际通用名是特里頓（Triton），得名於希腊海神，是1880年由卡米伊·弗拉馬利翁提出的。发现者拉塞尔本人似乎想不出应该怎样给这颗卫星命名，但是他给他后来的发现土卫七和天卫一、天卫二命名了。
继弗拉马利昂后，还有一些人建议使用这一名稱，但出于種種原因，海卫一一直通稱“海王星唯一的卫星”，1939年的书中还將“特里同”标註為“不常用名”。直到海卫二被发现后，“特里同”才于1949年被定为正式名称。

## 轨道

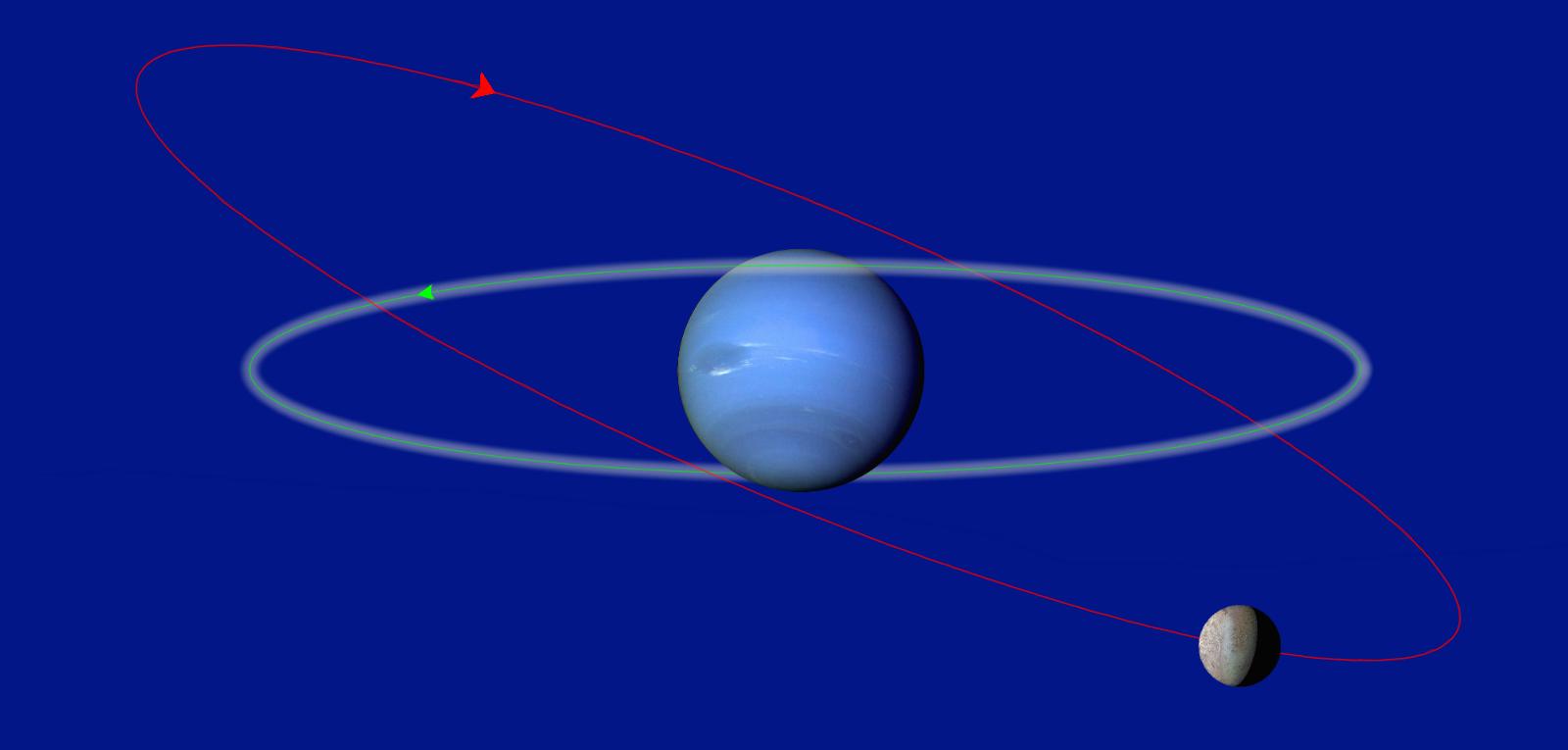
海卫一的轨道和运转方向（红）与大多数卫星的轨道（绿）的比较

在所有太阳系的大卫星中海卫一的轨道特别，它有一个逆行轨道（轨道公转方向与行星的自转方向相反）。虽然木星和土星的一些外部小卫星以及天王星最外部的三颗卫星也是逆行轨道，但是这些卫星中最大的土卫九的直径只有海卫一的8%，其质量只有海卫一的0.03%。逆行的卫星不可能与其行星同时在太阳星云中产生，因此它们是後來被行星捕获的。海卫一可能是被海王星捕获的柯伊伯带天体 。这个理论可以解释一系列海王星卫星系统不寻常的地方。比如为什么海王星最外部的海卫二的偏心率特别高，以及为什么相比于其它类木行星来说海王星的卫星特别少（木星95顆、土星83顆、天王星27顆、海王星14顆）（在海卫一被捕获的过程中有许多小卫星可能被甩出了海王星系统），以及为什么海卫一内部明显分层（其轨道原本一开始的偏心率非常大，所造成的潮汐作用产生的热量使得其内部很长时间里都是液态）。海卫一的大小和组成类似冥王星，冥王星的偏心率使它的轨道与海王星交叉提供了很强的线索说明海卫一本来可能是一颗类似冥王星的天体，后来被海王星俘获，按照这一理论，海卫一是海王星外天体中留存下来最大的一个。
由于海卫一的轨道本来就离海王星非常近了，加上它的逆行轨道，它继续受潮汐作用的影响。估计在14亿年到36亿年内它会达到洛希極限。之后它可能与海王星大气层相撞，或者分裂成一个环。海卫一离海王星非常近，加上它的体积比较大，潮汐作用使得它的轨道几乎完全是一个完美的圆，偏心率小于0.00002。

## 物理特性

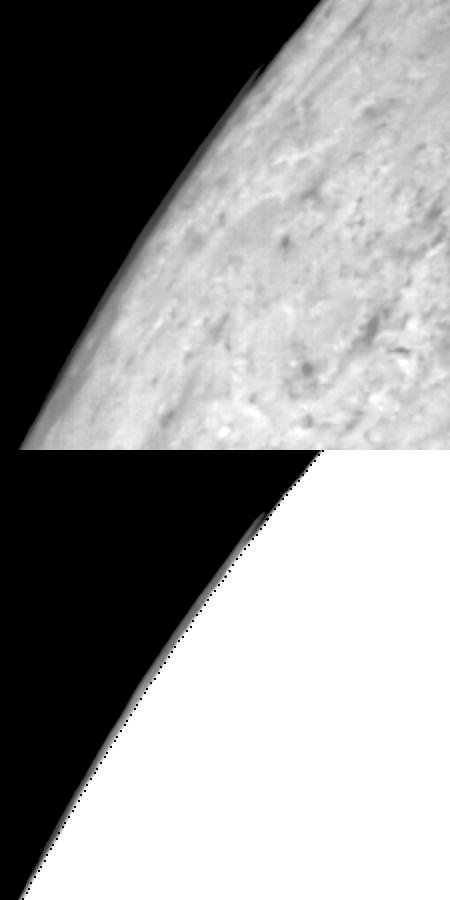
海卫一表面的云

海衛一的平均密度為2.061 g/cm³，在地質上估計含有15-35%固態冰及其他岩石物質。它擁有一層稀薄大氣，其主要成份是氮，以及含有少量甲烷，整體大氣壓約為0.01毫巴。它的表面溫度低于40K，但是至少為35.6K。这个最低温度的原因在于在这个温度下固体氮的相态发生变化，从六角形的晶体相态变为立方体的晶体相态。估计的最高温度的来源在于通过测量氮在海卫一大气中的蒸汽压，在这个蒸汽压下固态与气态平衡的温度低于40K。这说明海卫一的表面温度甚至低于冥王星的表面温度（44K）。海卫一地质活动活跃，其表面非常年轻，很少有撞击坑。旅行者2号观测到了多个冰火山或正在喷发著液氮、灰尘或甲烷混合物的喷泉，这些喷泉可以达到8千米的高度。不像木卫一表面的火山，海卫一表面的火山活动可能不是潮汐作用造成的，而是季节性的太阳照射所造成的。海卫一表面还有非常错综复杂的山脊和峡谷地形，它们可能是通过不断地融化和冻结所形成的。海卫一的表面面积为2300万平方公里，这相当于与地球表面面积的4.5%或者地球大陆面积的15.5%。

## 季节
海卫一的轨道与海王星的自转轴之间的倾角达157°，与海王星的轨道之间的倾角达130°。因此它的极几乎可以直对太阳。随着海王星环绕太阳的公转，每82年海卫一的一个极正对太阳，这导致了海卫一表面极端的季节变化。其季节变化的大周期每700年重复一次，上一次海卫一的盛夏在2007年。
从海卫一被发现以来它的南极对向太阳。旅行者2号飞越海王星时发现它的南半球被一层冻结的氮和甲烷覆盖。这些甲烷可能正在慢慢蒸发。
这个蒸发和冻结的过程对海卫一的大气有影响。近年来通过掩星的观测证明从1989年到1998年海卫一的气压加倍。大多数模型预言这个气压的增高是由于极部的易挥发气体蒸发导致的，但也有些模型认为这些蒸发了的气体会在赤道附近重新冻结起来，因此海卫一气压增高的原因还没有定论。

## 地质

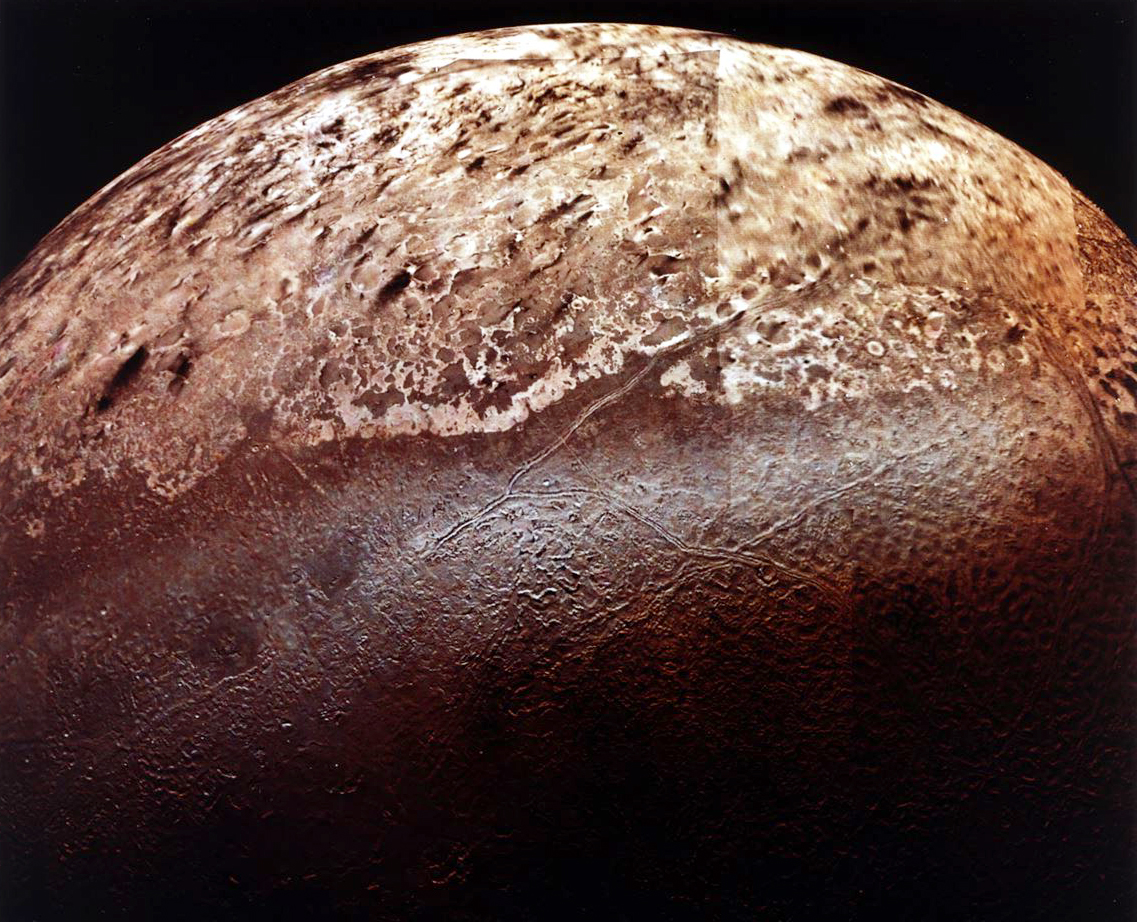
海卫一是一个地质活跃的卫星，其表面年轻复杂

海卫一的大小、密度和化学组成与冥王星差不多，由于冥王星的轨道与海王星相交，因此海卫一可能曾经是一颗类似冥王星的行星，被海王星捕获。所以海卫一与海王星可能不是在太阳系的同一地区形成的，它可能是在太阳系的外部形成的。
虽然如此，海卫一与太阳系的其它冻结卫星也有区别。海卫一的地形类似天卫一、土卫二、木卫一、木卫二和木卫三，它还类似火星的极地。
通过分析海卫一对旅行者2号轨道的影响可以确定海卫一有一层冰的地壳，下面有一个很大的核（可能含有金属）。这个核的质量占整个卫星质量的2/3，这样一来海卫一的核是继木卫一和木卫二之后太阳系里第三大的。海卫一的平均密度为2.05g/cm³，它的25%是冰。
海卫一的表面主要由冻结的氮组成，但它也含干冰（二氧化碳）、水冰、一氧化碳冰和甲烷。估计其表面还含有大量氨。海卫一的表面非常亮。60-95%的入射阳光被反射（相比而言月球只反射11%的入射阳光）。

### 表面形态
海卫一的表面面积相当于地球大陆面积的15.5%或者地球表面面积的4.5%。海卫一的表面密度可能不均匀，从2.07至2.3g/cm³不等。它的表面有岩石露头，也有深谷。部分地区被冻结的甲烷覆盖。
海卫一的南极地区被冻结的氮和甲烷覆盖，偶尔有撞击坑和喷泉。这个地区的反光率非常高，它吸收的太阳能非常小。由于旅行者飞过时海卫一的北极地区已经在夜区里了，因此那里的情况不明，但估计那里也有一个极冠。

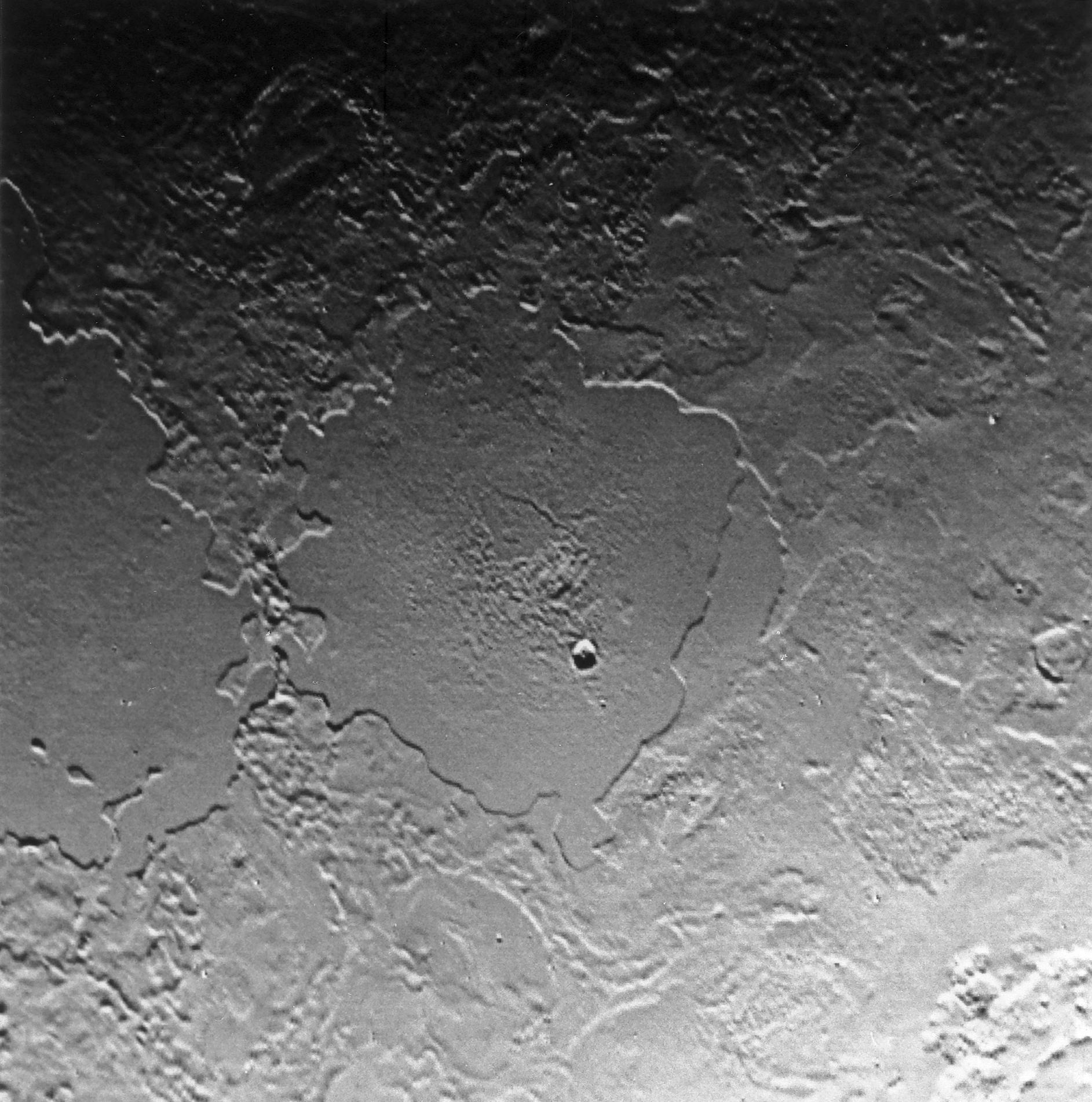
海卫一表面的撞击坑很少，说明其表面活动剧烈

海卫一的赤道地区由长的、平行的、从内部延伸出来的山脊组成，这些山脊与山谷交错。这个地形被称为沟。这些沟的东部是高原。南半球的平原周围有黑色的斑点，这些斑点似乎是冰升华后的遗留物，但是其组成和来源不明。海卫一表面大多数的坑是冰滑动或者倒塌导致的，而不像其它卫星上是撞击坑。旅行者发现的最大的撞击坑直径500千米，它一再被滑动的和倒塌的冰覆盖。

### “哈密瓜皮地形”

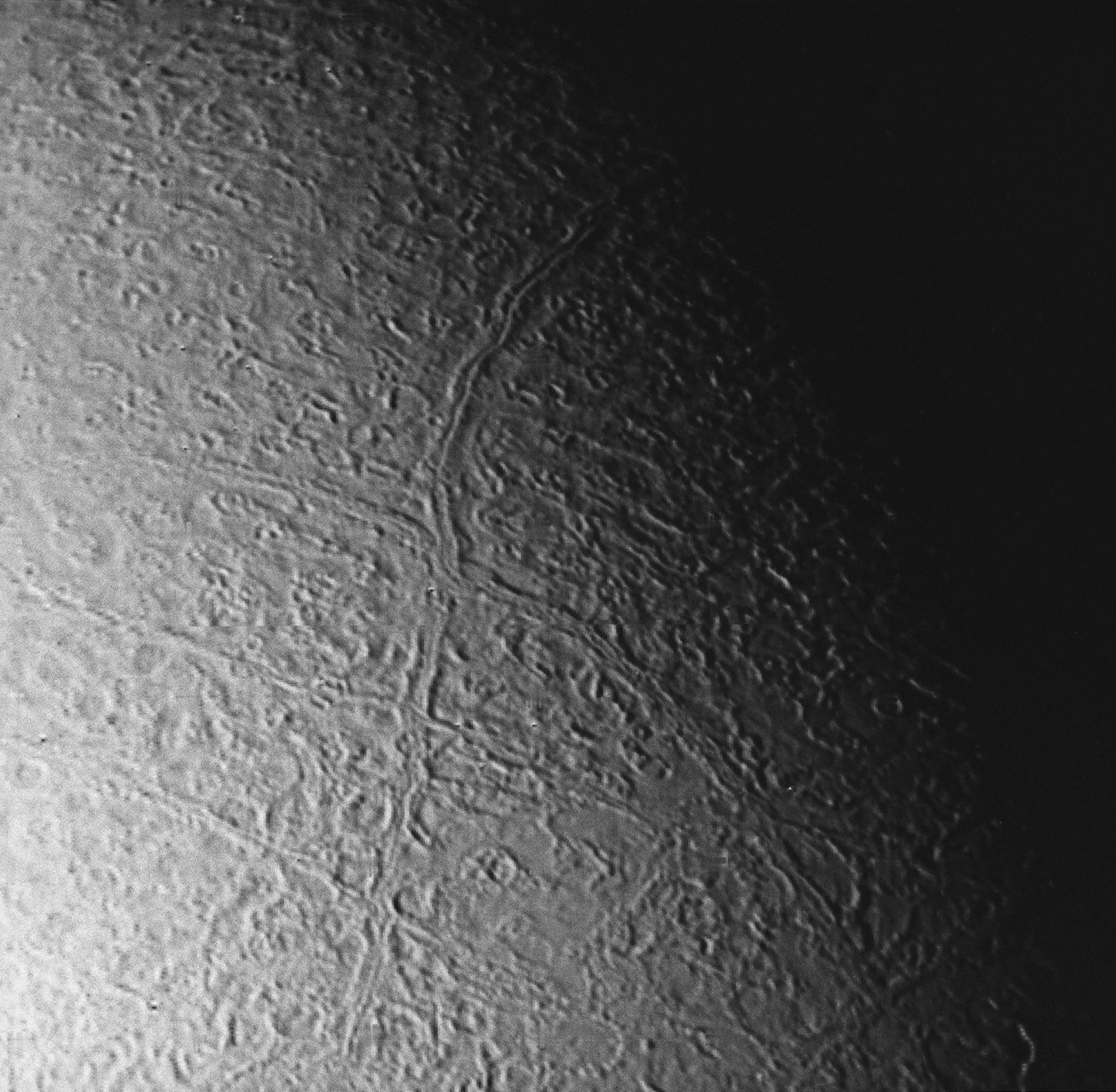
旅行者2号从13万千米高处拍摄的哈密瓜皮地形

海卫一的“哈密瓜皮地形”是太阳系里最不同寻常的地貌之一，尚未在其他星球上发现。其成因不明，可能起源于氮的反复升华和凝结、倒塌、冰火山的一再掩盖造成的。虽然这里只有少数撞击坑，但一般认为这里是海卫一表面上最老的地形。北半球有可能大部分被这样的地形覆盖。
在这个地形上还有直径30至50千米的洼地。这些洼地可能不是撞击坑，因为它们的形状非常规则，弧度平滑。它们可能是由于粘的冰的爆发造成的。
海卫一上的冰火山是以非洲神话里的精灵命名的。海卫一是太阳系内少数有火山活动的天体。已知的太阳系内有火山活动的天体除了地球以外还包括：金星，木卫一和土卫二，另外，还有证据表明火星以前也有过火山活动。

## 观察和探索历史

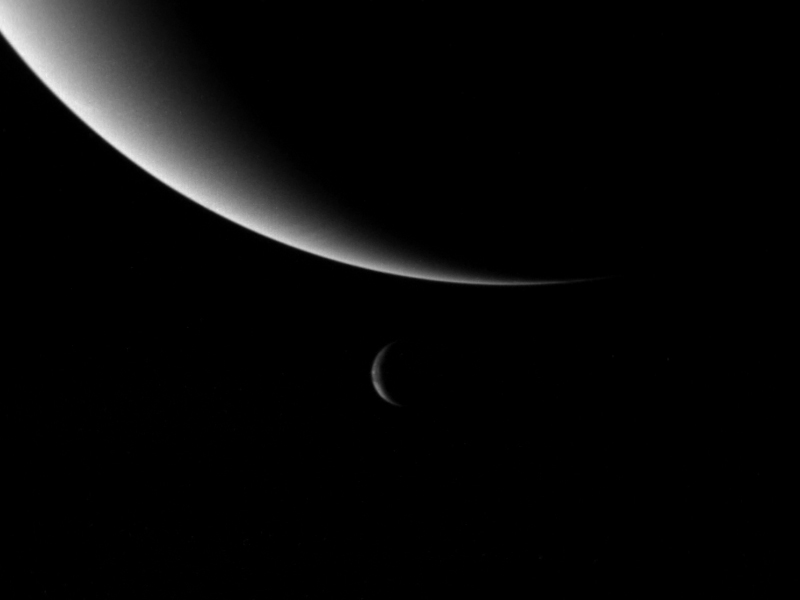
旅行者2号飞越海王星后三天反眺海王星与海卫一

1820年威廉·拉塞尔开始自己磨制望远镜镜面。約翰·弗里德里希·威廉·赫歇爾获悉加雷發現海王星之後就寫信给拉塞尔，請他注意一下海王星是否有卫星。拉塞尔在他开始寻找卫星后的第八天（發現海王星後的第17天），于10月10日发现了海卫一。他还称发现了海王星的环。虽然后来证明海王星的确有环，但是它的环太暗了，不可能被拉塞尔的望远镜发现。
海卫一被发现100多年后天文学家才开始发现其细节。他们发现海卫一的公转方向与海王星的自转方向相反，而且其倾角非常大。在旅行者飞越海王星前曾有人怀疑海王星有液氮的海洋和氮/甲烷组成的大气，这个大气层可能达地球大气层密度的1/3。但这些估计后来被证明是完全错误的。第一个试图测量海卫一直径的是杰拉德·柯伊伯，他1954年的测量数据为3800千米。此后不同测量获得的数据从2500千米到6000千米不等。但是一直到20世纪末旅行者飞越海王星时人类对海卫一才更加细致地有所了解。在最早的旅行者照片上海卫一呈粉红-黄色。1989年8月25日旅行者抵达海王星时它的数据允许科学家正确地估算海卫一的直径。虽然海卫一会影响旅行者的轨道但人们还是决定让旅行者飞越海卫一。1990年代天文学家利用掩星继续观察海卫一，他们发现海卫一的大气比旅行者飞越时加厚了。
美国国家航空航天局计划在2016年到2018年之间发射一颗飞往海王星和海卫一的探测器，它将于2035年到达海王星。它可能携带两个可以在海卫一上着陆的探测器来研究海卫一的大气层和研究其喷泉的地质化学。

## 生命的可能性
像土卫六一样，海卫一的大气由氮和甲烷组成。氮气也是地球大气层的主要成分。在地球上甲烷主要是通过生物活动产生的。但像土卫六一样，海卫一非常冷，因此其表面的甲烷不太可能是生命的迹象。此外海卫一的大气非常稀薄，因此不可能支持任何我们今天已知的生命。
从另一方面来看，海卫一的地质活动和可能的内部热量有可能使得它内部有一个液态的水层。氨等抗冻剂的存在提高液态水的可能性。在这样的一个地下海洋中有原始的生命存在的可能性。

## 外部連結
- Triton profile at NASA's Solar System Exploration site
- YouTube上的Voyager 2 Encounters Neptune and Triton (1989)
- Triton page （页面存档备份，存于） at The Nine Planets
- Triton page （页面存档备份，存于） (including labelled Triton map （页面存档备份，存于）) at Views of the Solar System
- Triton map （页面存档备份，存于） from Paul Schenk, Lunar and Planetary Institute
- Triton images （页面存档备份，存于） from the NASA/JPL Photojournal
- Triton nomenclature （页面存档备份，存于） from the USGS Planetary Nomenclature website